# Hohenzollern-Redoute
Koordinaten: 50° 29′ 51,1″ N, 2° 46′ 37,2″ O

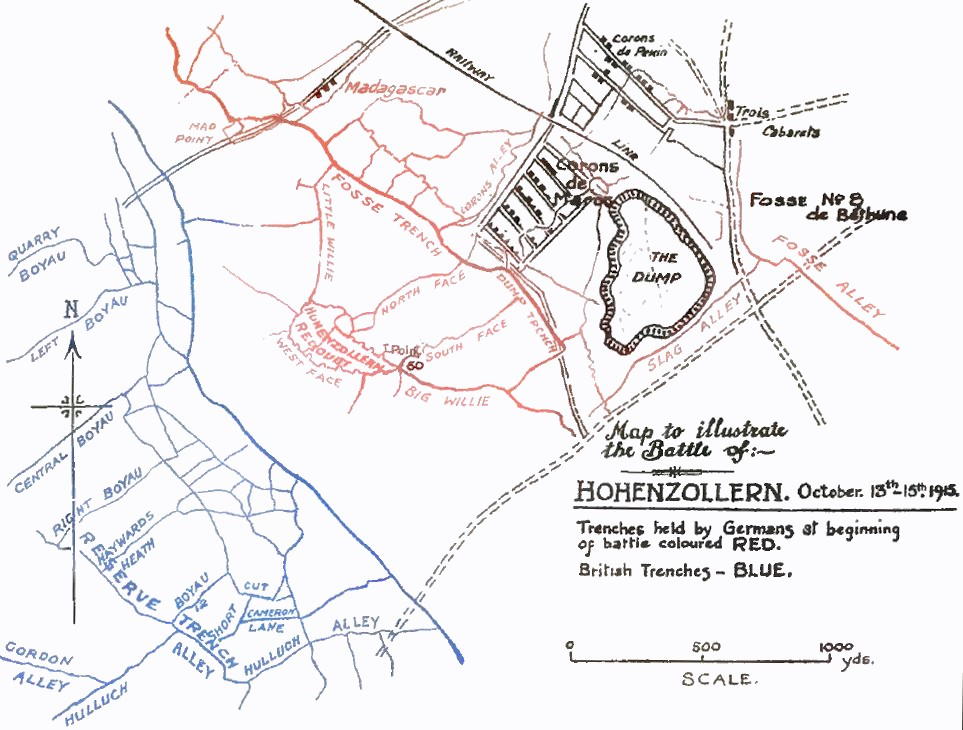
Plan der Hohenzollern-Redoute im Oktober 1915

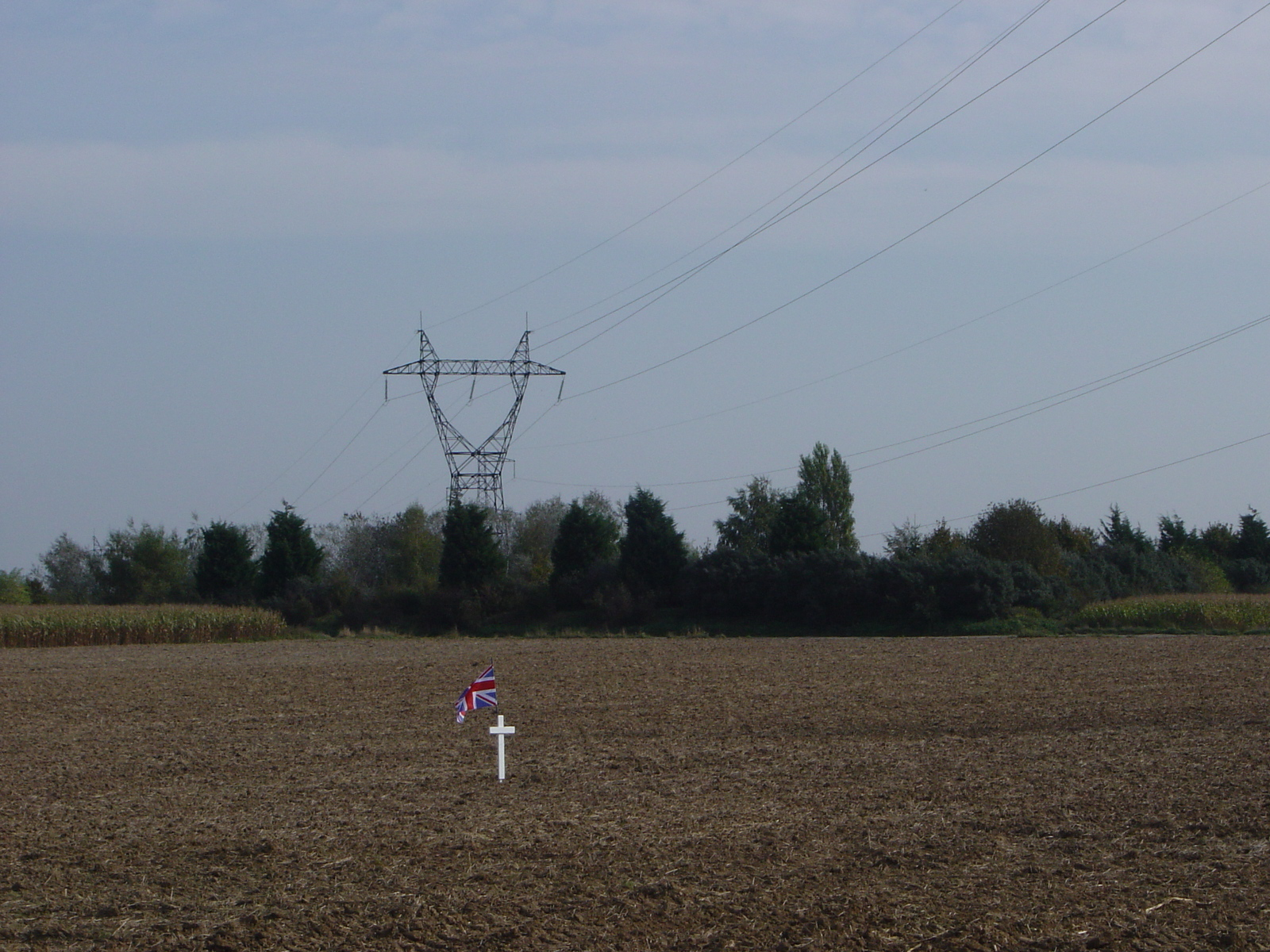
Der Strommast steht heute auf der Stelle der ehemaligen Hohenzollern-Redoute

Die Hohenzollern-Redoute (engl. Hohenzollern Redoubt, deutsch Hohenzollernwerk) war eine befestigte Stellung in der Nähe von Auchy-les-Mines in Frankreich.
Die Stellung war umgeben von Kohleschächten und ihren Abraumhalden, als britische Truppen sie bei Beginn der Schlacht bei Loos am 25. September 1915 vollständig einnahmen. In den Kämpfen der darauf folgenden Tage konnten die deutschen Truppen die Stellung fast vollständig zurückerobern, aber die Briten konnten einen Teil im Westen der Redoute halten. Die Kämpfe der Schlacht von Loos konzentrierten sich nach dem 28. September auf diese Stellung. Die britischen Truppen unternahmen am 13. Oktober einen letzten Versuch, die Stellung vollständig einzunehmen; dieser Angriff allein kostete sie Verluste von 3700 Mann.